# Distinciones de la Copa Sudamericana
Las Distinciones de la Copa Sudamericana son "menciones" y "elogios" entregados por la Confederación Sudamericana de Fútbol a los futbolistas más destacados cuando finaliza la Copa Sudamericana, estos premios se entregan desde el año 2012.
Al igual que en Equipo Ideal de la Copa Sudamericana, los cinco mayores cargos del torneo y la Conmebol, obtienen un "triple voto", es decir, su elección valdrá tres puntuaciones en la elección, siendo estos cinco cargos:
- Presidente de la Conmebol:  Alejandro Domínguez.
- Vicepresidente de la Conmebol:  Ramón Jesurún.
- Presidente de Bridgestone Latinoamérica:  Humberto Gómez Rojo.
- Director de la Copa Sudamericana:   Carlos Manuel Pinto.
- Periodista deportivo destacado del año (elegido por los cuatro miembros mencionados anteriormente de la Confederación Sudamericana de Fútbol).

## Jugador más popular
| Año  | Posición       | Futbolista        | Equipo               |
| 2012 | Centrocampista | Charles Aránguiz  | Universidad de Chile |
| 2013 | Centrocampista | Ganso             | São Paulo            |
| 2014 | Delantero      | Teófilo Gutiérrez | River Plate          |
| 2015 | Delantero      | Ramón Ábila       | Huracán              |

## Mejor Director Técnico
| Año  | Director Técnico           | Equipo      |
| 2012 | Ney Franco                 | São Paulo   |
| 2013 | Guillermo Barros Schelotto | Lanús       |
| 2014 | Marcelo Gallardo           | River Plate |
| 2015 | Gerardo Pelusso            | Santa Fe    |

## Mejor jugador joven
| Año  | Posición       | Futbolista       | Edad    | Equipo               |
| 2012 | Delantero      | Nicolás Castillo | 19 años | Universidad Católica |
| 2013 | Delantero      | Lucas Melano     | 20 años | Lanús                |
| 2014 | Centrocampista | Edwin Cardona    | 21 años | Atlético Nacional    |
| 2015 | Defensa        | Yerry Mina       | 20 años | Santa Fe             |

## "La Joya" del torneo (el jugador más valioso)
| Año  | Posición       | Futbolista            | Equipo      |
| 2012 | Delantero      | Lucas Moura           | São Paulo   |
| 2013 | Centrocampista | Diego Hernán González | Lanús       |
| 2014 | Guardameta     | Marcelo Barovero      | River Plate |
| 2015 | Centrocampista | Luis Manuel Seijas    | Santa Fe    |

## El mejor gol
| Año  | Posición       | Futbolista          | Equipo       | Equipo Rival      | Fase             |
| 2012 | Centrocampista | Damián Díaz         | Barcelona SC | Cobreloa          | Segunda Fase     |
| 2013 | Centrocampista | Jadson              | São Paulo    | Atlético Nacional | Cuartos de final |
| 2014 | Defensa        | Diego Braghieri     | Lanús        | Cerro Porteño     | Octavos de final |
| 2015 | Centrocampista | Leonardo Pisculichi | River Plate  | Chapecoense       | Cuartos de final |

## Jugador revelación
| Año  | Posición       | Futbolista        | Equipo            |
| 2012 | Delantero      | Carlos Núñez      | Liverpool FC      |
| 2013 | Delantero      | Rodrigo Caio      | São Paulo         |
| 2014 | Centrocampista | Edwin Cardona     | Atlético Nacional |
| 2015 | Delantero      | Cristian Espinoza | Huracán           |